# Spartaeus wildtrackii
Spartaeus wildtrackii är en spindelart som beskrevs av Fred R. Wanless 1987. Spartaeus wildtrackii ingår i släktet Spartaeus och familjen hoppspindlar. Inga underarter finns listade i Catalogue of Life.